# Prima battaglia di Ypres
La Prima battaglia di Ypres, chiamata anche prima battaglia delle Fiandre, è stata l'ultima grande battaglia del 1914 nel corso della prima guerra mondiale; insieme alla battaglia dell'Yser segnò il termine della cosiddetta "Corsa al mare".

## Antefatto
Nel tentativo di raggiungere i porti sul canale della Manica, il capo dello Stato Maggiore tedesco Erich von Falkenhayn, fallito lo sfondamento sull'Yser, concentrò nella zona di Ypres gli sforzi delle sue armate 4ª e 6ª. Lo schieramento alleato in questo settore era costituito dalla 10ª Armata francese tra Ypres e La Bassée (una trentina di chilometri a sudovest), con tre corpi d'armata britannici della British Expeditionary Force; a Ypres si trovavano dal 14 ottobre alcune divisioni territoriali francesi, raggiunte pochi giorni dopo dal II Corpo d'armata di cavalleria francese e dal IV Corpo d'armata britannico reduce dalla battaglia di Anversa.
Gli Alleati presero l'iniziativa dell'attacco il 17 ottobre, nella zona fra la Lys e Roulers, relativamente poco presidiata dal nemico, allo scopo di avanzare sul fianco destro dello schieramento tedesco prima che il fronte, ancora in movimento, si potesse stabilizzare. Furono utilizzate le divisioni britanniche e le divisioni di cavalleria francese, sostenute da divisioni di fanteria territoriale. Il giorno 18 la cavalleria era avanzata sino a Roulers, da cui fu respinta il giorno successivo da imponenti forze tedesche, i corpi d'armata di riserva XXII, XXIII e XIV, entrati in scena avanzando fra Courtrai e Bruges in direzione di Ypres. L'esercito tedesco contemporaneamente preparava un attacco su Ypres, importante nodo viario per i porti della Manica, sfruttando truppe fresche e ben addestrate, sostenute da un formidabile schieramento di artiglieria. L'urto dei due attacchi simultanei diede luogo a uno scontro prolungato e violento, in un contesto spesso confuso in cui i piani d'azione, rapidamente superati dagli eventi, non poterono essere efficacemente applicati e diretti.

## L'offensiva
Il giorno 21 ebbe inizio l'offensiva alleata, col I Corpo d'armata britannico, agli ordini del tenente generale Haig e sostenuto dal II Corpo di cavalleria francese, all'attacco in direzione di Bruges; il IV Corpo d'armata britannico attaccò Menen, mentre il III e la cavalleria britannica resistevano agli attacchi tedeschi fra la Lys e il canale d'Ypres. Negli ultimi due settori la situazione si fece presto difficile per i britannici, che richiesero l'intervento del IX Corpo d'armata francese per spostare il proprio I Corpo d'armata a sostegno degli altri.
L'offensiva riprese il giorno 25, su un saliente di quasi cinquanta chilometri in direzione est, ma il I Corpo d'armata britannico e il IX francese avanzarono con grandissima difficoltà; il giorno dopo, coi tedeschi già parzialmente trincerati, la lotta si fece ancora più accanita, e così per i tre giorni successivi, in una serie di attacchi e contrattacchi. L'artiglieria pesante tedesca aumentava di intensità di giorno in giorno, cui gli Alleati non potevano controbattere efficacemente, pur contando per il tiro diretto degli efficaci pezzi da 75 mm francesi.
L'inondazione dell'Yser, ponendo fine alla battaglia a valle di Diksmuide, permise ai francesi di trasferire a Ypres il XXXII Corpo d'armata, mentre stava giungendo in zona anche il XV; nel contempo i tedeschi, che continuavano a concentrare forze sul settore britannico, poterono anch'essi ritirare truppe dal basso Yser per gettarle sul settore francese.
L'attacco alleato, ormai bloccato, doveva per logica risolversi in una lotta difensiva, tuttavia il terreno era del tutto sfavorevole, i materiali da trincea inadeguati e le truppe insufficienti: ciò giocoforza costrinse al proseguimento dell'offensiva, sfruttando la natura boscosa della regione e contando sulla rapidità di spostamento delle riserve.
Il 30 ottobre a sud, fra il I Corpo d'armata e il Corpo di cavalleria britannici, i tedeschi attaccarono col XV Corpo d'armata, la 48ª Divisione della riserva e la 26ª Divisione fanteria. Dopo un violento bombardamento la cavalleria fu respinta verso Ypres, che incominciò a essere colpita dai cannoni tedeschi; la linea britannica presentava dei varchi che solo il tempestivo invio di truppe della 32ª Divisione francese, nella notte fra il 30 e il 31, riuscì a contenere.

## La crisi
All'alba del 31 ottobre i tedeschi, galvanizzati dai successi del giorno precedente, rinnovarono gli attacchi su tutto il fronte e specialmente nel settore tenuto dai britannici, che incominciarono a indietreggiare. Il comando britannico, di fronte a tale situazione, considerò la ritirata di tutto il IV Corpo d'armata, il che avrebbe messo in pericolo le vie di comunicazione del settore settentrionale e dato il via con una certa probabilità a una rotta di tutto lo schieramento alleato. L'idea fu abbandonata a poche ore dall'attuazione in seguito a un colloquio fra il maresciallo Foch e il maresciallo French, in cui si decise di continuare la resistenza a oltranza, in attesa di ricevere rinforzi francesi, contrattaccando anzi in altri settori per alleggerire la pressione sul I Corpo britannico.
La situazione non cambiò il 1º novembre, coi tedeschi all'attacco contro i britannici nel settore di Messines e Menen, e le truppe francesi del fianco nord impegnate nel vano tentativo di sfondare. Il duca di Württemberg, comandante della 4ª Armata tedesca, il principe Rupprecht di Baviera, comandante della 6ª, e il generale von Deimling comandante del VI Corpo d'armata avevano emanato precise direttive per conquistare Ypres quel giorno stesso, e il Kaiser era in viaggio verso il fronte per assistere alla vittoria.
Il 2 novembre i tedeschi, col rinforzo di una nuova divisione, concentrarono gli sforzi a sud della ferrovia tra Ypres e Roulers, ma vennero arrestati da una brigata della 6ª Divisione di cavalleria francese e dalla 18ª Divisione di fanteria; più a sud la pressione tedesca fece retrocedere i britannici sino ad aprire nuovamente un varco sulla strada per Ypres, ma l'intervento del XVI Corpo d'armata del generale Vidal riuscì nuovamente ad arginare l'attacco. Il contributo dell'artiglieria francese, nuovamente efficace, si rivelò fondamentale.

## Lo stallo
Entrambe le parti incominciarono ad accusare la stanchezza e le gravissime perdite subite (il I Corpo d'armata britannico, di tre divisioni, non poteva schierare più di novemila uomini); nella giornata del 3 novembre i tedeschi intrapresero un bombardamento sistematico di Ypres, e così il giorno successivo: lo Stato Maggiore tedesco si trovò costretto, non avendo avuto esito l'attacco frontale, ad attaccare il saliente ai lati, a nord e a sud di Ypres, contando comunque di disturbare con la propria artiglieria le comunicazioni da e per la città.
Nei giorni 5 e 6 i tedeschi, col rinforzo di una nuova divisione, attaccarono violentemente; a sud la situazione si fece sfavorevole agli Alleati, che a nord invece resistevano procurando agli attaccanti perdite gravissime.
Il 7 i francesi furono costretti ad arretrare nel settore sud, dovendo abbandonare Klein Zillebeke per poi, il giorno successivo, contrattaccare respingendo il nemico sino alla ferrovia Ypres-Comines.
Nei giorni successivi si susseguirono attacchi e contrattacchi; il giorno 10 i tedeschi lanciarono un attacco in forze sul fronte nord, principalmente diretto su Diksmuide e Steenstraete utilizzando le truppe ritirate dal basso Yser. I fucilieri di marina attestati a Diksmuide e il XXXII Corpo d'armata francese dovettero abbandonare la riva sinistra dell'Yser, attraversato dai tedeschi e Poesele ma respinti successivamente dal XX Corpo d'armata francese.
Il giorno 11 i tedeschi attaccarono anche a sud, mentre il bombardamento su Ypres continuava. Nonostante gli sforzi l'offensiva non ebbe esito, e continuò anche il giorno successivo. Solo il giorno 13 gli attacchi si interruppero, e il 18 entrambe le parti si erano attestate su posizioni stabili.

## Considerazioni
Con la Prima battaglia di Ypres si concluse la prima fase del conflitto, ebbe termine la guerra di movimento e si affermò anche sul settore settentrionale del fronte occidentale la guerra di trincea, destinata a durare sino alle offensive del 1918. L'aver conservato l'accesso ai porti della Manica consentì ai britannici di far affluire nell'anno successivo ingenti quantità di truppe e materiali, che si sarebbero rivelati indispensabili per sostenere lo sforzo bellico sino all'entrata in guerra degli Stati Uniti.
La BEF fu supportata per la prima volta da battaglioni indiani e del Territorial Army, il cui apporto fu essenziale nel trattenere i tedeschi.
I tedeschi chiamarono la battaglia Il massacro degli innocenti di Langemarck (in tedesco Kindermord bei Langemarck): quattro corpi d'armata tedeschi impegnati nella battaglia erano appena stati costituiti con giovani volontari, molti dei quali studenti, e tali unità subirono perdite elevatissime durante un fallito attacco contro una forza britannica minore in numero ma di grande esperienza, formata in maggioranza da veterani della seconda guerra boera. Interi battaglioni erano composti da compagni di classe di 21, 22 e 23 anni: erano ragazzi giovani, pieni di ardore per la madrepatria, ma con poco addestramento alla guerra. Per tre giorni si lanciarono contro le posizioni difese da inglesi e francesi, finendo falciati letteralmente a mucchi dal fuoco nemico.

## Curiosità
Adolf Hitler, il futuro dittatore tedesco, partecipò a questa battaglia con l'incarico di staffetta portaordini.